# Nordap
Nordap is een historisch merk van hulpmotoren.
De bedrijfsnaam was Nordap Kraftfahrzeuge GmbH, Ladenburg. 
Nordap was een Duits bedrijf dat de Velmo-hulp-motor in licentie bouwde. Het enige verschil was de merknaam op de afdekkap van de motor. 